# Digestion anaérobie
Pour les articles homonymes, voir Digestion (homonymie) et Anaérobie (homonymie).
Vous pouvez aider à l'améliorer ou bien discuter des problèmes sur sa page de discussion.
- Les conventions bibliographiques ne sont pas respectées. La bibliographie et les liens externes sont à corriger. (Marqué depuis février 2021)
- La traduction doit être revue. Le contenu est difficilement compréhensible à cause d’erreurs de traduction, peut-être dues à l’utilisation d’un logiciel de traduction automatique. (Marqué depuis février 2021)

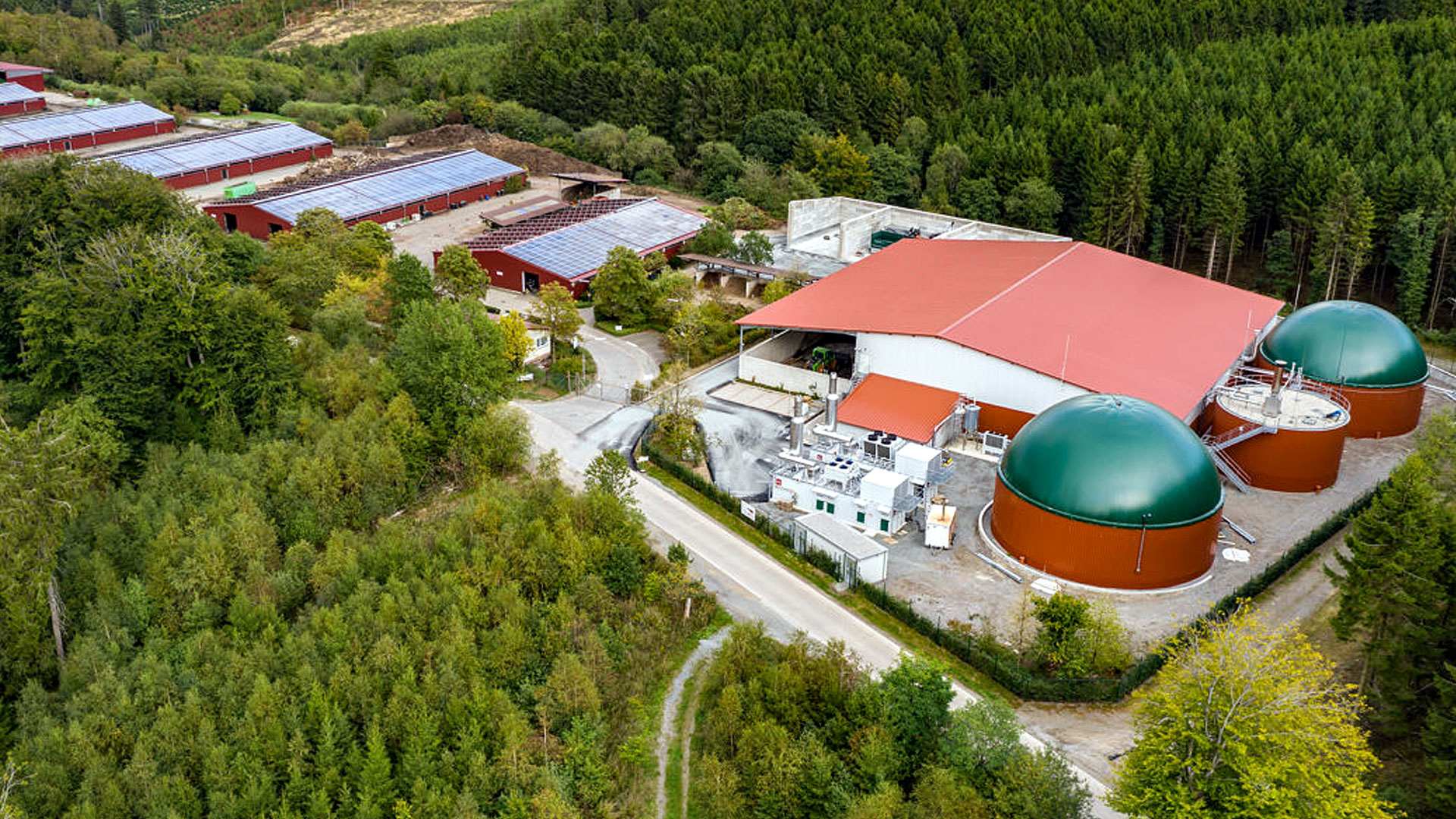
Système de digesteur anaérobie en Allemagne.

La digestion anaérobie est une séquence de processus par lesquels les micro-organismes décomposent les matériaux biodégradables en l'absence d'oxygène. La méthanisation est la dernière phase de la digestion anaérobie, exploitée pour sa production de méthane. Les opérations de digestion anaérobie se font dans différents réservoirs fermés appelés digesteur ou biodigesteur.
Le procédé est utilisé à des fins industrielles ou domestiques pour gérer les déchets ou pour produire des combustibles ou carburants ainsi que des fertilisants. Une grande partie de la fermentation utilisée industriellement pour produire des produits alimentaires et des boissons, ainsi que la fermentation à domicile, utilise la digestion anaérobie.
La digestion anaérobie se produit naturellement dans certains sols et dans les sédiments des lacs et des bassins océaniques, où elle est généralement appelée « activité anaérobie »,. C'est la source de méthane de gaz des marais découverte par Alessandro Volta en 1776,.
Le processus de digestion commence par l'hydrolyse bactérienne des matières premières. Les polymères organiques insolubles, tels que les glucides, sont décomposés en dérivés solubles qui deviennent disponibles pour d'autres bactéries. Les bactéries acidogènes transforment ensuite les sucres et les acides aminés en dioxyde de carbone, hydrogène, ammoniac et acides organiques. Dans l'acétogenèse, les bactéries convertissent ces acides organiques résultants en acide acétique, ainsi qu'en ammoniac, hydrogène et dioxyde de carbone supplémentaires, parmi d'autres composés. Enfin, les méthanogènes convertissent ces produits en méthane et en dioxyde de carbone. Les populations d'archées méthanogènes jouent un rôle indispensable dans les traitements anaérobies des eaux usées.
La digestion anaérobie est utilisée dans le cadre du processus de traitement des déchets biodégradables et des boues d'épuration. Dans le cadre d'un système intégré de gestion des déchets, la digestion anaérobie réduit les émissions de gaz de décharge dans l'atmosphère. Les digesteurs anaérobies peuvent également être nourris avec des cultures énergétiques spécifiques, comme le maïs.
La digestion anaérobie est largement utilisée comme source d'énergie renouvelable. Le processus produit un biogaz, composé de méthane, de dioxyde de carbone et de traces d'autres gaz « contaminants ». Ce biogaz peut être utilisé directement comme carburant, dans des moteurs à gaz à chaleur et énergie combinées ou valorisé en biométhane de qualité gaz naturel. Le digestat riche en nutriments également produit peut être utilisé comme engrais.
Avec la réutilisation des déchets comme ressource et les nouvelles approches technologiques qui ont réduit les coûts d'investissement (en), la digestion anaérobie a reçu ces dernières années une attention accrue de la part des gouvernements d'un certain nombre de pays, parmi lesquels Royaume-Uni (2011), Allemagne , Danemark (2011), et États-Unis.

## Processus
De nombreux microorganismes affectent la digestion anaérobie, y compris les bactéries formant de l'acide acétique (acétogènes (en)) et les archées méthanogènes. Ces organismes favorisent certains processus chimiques dans la conversion de la biomasse en biogaz.
L'oxygène gazeux est exclu des réactions par confinement physique. Les anaérobies utilisent des accepteurs d'électrons provenant de sources autres que l'oxygène gazeux. Ces accepteurs peuvent être le matériau organique lui-même ou peuvent être fournis par des oxydes inorganiques à partir de l'intérieur du matériau d'entrée. Lorsque la source d'oxygène dans un système anaérobie est dérivée de la matière organique elle-même, les produits finaux « intermédiaires » sont principalement les alcools, les aldéhydes et les acides organiques, plus le dioxyde de carbone. En présence de méthanogènes spécialisés, les intermédiaires sont convertis en produits « finaux » de méthane, de dioxyde de carbone et de traces de sulfure d'hydrogène. Dans un système anaérobie, la majorité de l'énergie chimique contenue dans le matériau de départ est libérée par les bactéries méthanogènes sous forme de méthane.
Les populations de micro-organismes anaérobies mettent généralement un certain temps à s'établir pour être pleinement efficaces. Par conséquent, une pratique courante consiste à introduire des microorganismes anaérobies à partir de matériaux accompagnés de populations existantes, un processus connu sous le nom d' « ensemencement » des digesteurs, généralement accompli avec l'ajout de boues d'épuration ou de lisier de bétail.

### Étapes du processus
Les quatre étapes clés de la digestion anaérobie impliquent l'hydrolyse, l'acidogenèse, l'acétogenèse et la méthanogenèse. Le processus global peut être décrit par la réaction chimique, où une matière organique telle que le glucose est digérée biochimiquement en dioxyde de carbone (CO2) et en méthane (CH4) par les micro-organismes anaérobies.
C 6 H 12 O 6 → 3CO 2 + 3CH 4

#### Hydrolyse
Dans la plupart des cas, la biomasse est constituée de gros polymères organiques. Pour que les bactéries des digesteurs anaérobies accèdent au potentiel énergétique du matériau, ces chaînes doivent d'abord être décomposées en leurs plus petites parties constituantes. Ces éléments constitutifs, ou monomères, tels que les sucres, sont facilement disponibles pour d'autres bactéries. Le processus de rupture de ces chaînes et de dissolution des plus petites molécules en solution est appelé hydrolyse. Par conséquent, l'hydrolyse de ces composants polymères de haut poids moléculaire est la première étape nécessaire dans la digestion anaérobie. Par l'hydrolyse, les molécules organiques complexes sont décomposées en sucres simples, acides aminés et acides gras.
L'acétate et l'hydrogène produits dans les premières étapes peuvent être utilisés directement par les méthanogènes. D'autres molécules, comme les acides gras volatils (AGV) avec une longueur de chaîne supérieure à celle de l'acétate, doivent d'abord être catabolisées en composés directement utilisables par les méthanogènes.

#### Acidogenèse
Le processus biologique d'acidogenèse entraîne une dégradation supplémentaire des composants restants par des bactéries acidogènes (fermentatives). Ici, des AGV sont créés, ainsi que de l'ammoniac, du dioxyde de carbone et du sulfure d'hydrogène, ainsi que d'autres sous-produits. Le processus d'acidogenèse est similaire à la façon dont le lait fermente.

#### Acétogenèse
La troisième étape de la digestion anaérobie est l'acétogenèse . Ici, les molécules simples créées par la phase d'acidogenèse sont ensuite digérées par les acétogènes pour produire en grande partie de l'acide acétique, ainsi que du dioxyde de carbone et de l'hydrogène.

#### Méthanogenèse
L'étape terminale de la digestion anaérobie est le processus biologique de méthanogenèse. Ici, les méthanogènes utilisent les produits intermédiaires des étapes précédentes et les transforment en méthane, en dioxyde de carbone et en eau. Ces composants constituent la majorité du biogaz émis par le système. La méthanogenèse est sensible aux pH élevés et faibles et se produit entre 6,5 et 8 de pH. La matière non digestible restante que les microbes ne peuvent pas utiliser et les restes bactériens morts constituent le digestat.

### Configuration

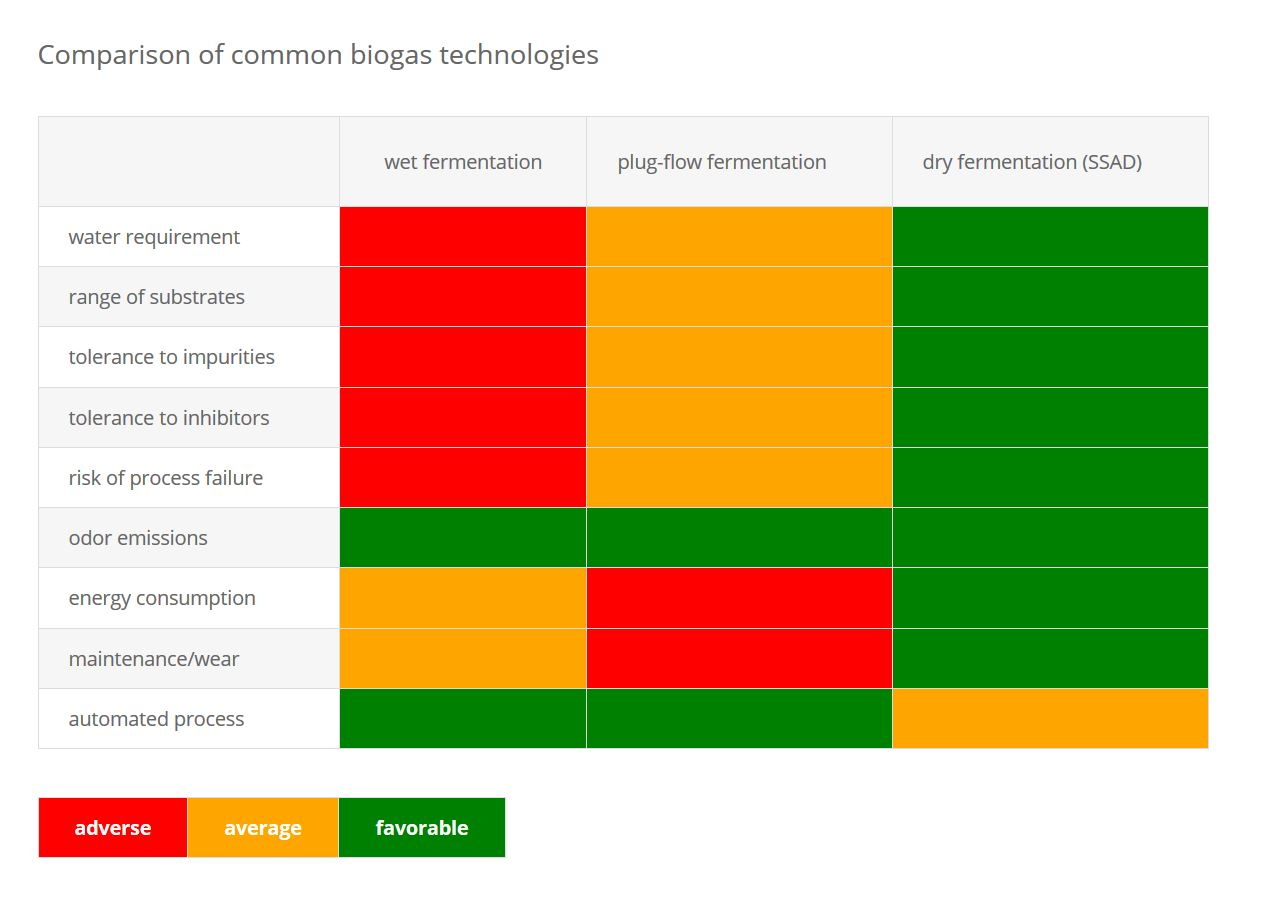
Comparaison des technologies de biogaz courantes.

Les digesteurs anaérobies peuvent être conçus et fabriqués pour fonctionner en utilisant un certain nombre de configurations différentes ; ils peuvent être classés en mode de processus discontinu ou continu, conditions de température mésophile ou thermophile, portion élevée ou faible de matières sèches et processus à une seule étape ou à plusieurs étapes. Le processus continu nécessite une conception plus complexe, mais il peut néanmoins s'avérer plus économique que le processus par lots, car le processus par lots est plus cher pour la construction initiale, et exige un plus grand volume de digesteurs (répartis sur plusieurs lots) pour traiter la même quantité de déchets qu'un processus de digesteur continu. Une quantité d'énergie thermique plus élevée est requise dans un système thermophile par rapport à un système mésophile, mais le système thermophile nécessite beaucoup moins de temps, a une capacité de sortie de gaz plus grande, et une teneur en gaz méthane plus élevée ; il faut donc considérer ce compromis avec soin.
Pour la teneur en matières sèches, la portion basse gérera jusqu'à 15% de teneur en matière sèche. Au-dessus de ce niveau, on considère que la teneur en matières sèches est élevée et le processus appelé digestion sèche.
Dans un processus en une seule étape, un réacteur abrite les quatre étapes de digestion anaérobie. Un procédé à plusieurs étapes utilise deux réacteurs ou plus pour la digestion afin de séparer les phases de méthanogenèse et d'hydrolyse.

#### Discontinu ou continu
La digestion anaérobie peut être effectuée sous la forme d'un processus discontinu (ou par fournées) ou d'un processus continu. Dans un système discontinu, la biomasse est ajoutée au réacteur au début du processus. Le réacteur est ensuite scellé pendant toute la durée du processus. Dans sa forme la plus simple, le traitement par lots nécessite une inoculation, avec du matériel déjà traité, pour démarrer la digestion anaérobie. Dans un scénario typique, la production de biogaz sera formée avec un modèle de distribution normal au fil du temps. Les opérateurs peuvent utiliser ce fait pour déterminer quand ils pensent que le processus de digestion de la matière organique est terminé. Il peut y avoir de graves problèmes d'odeur si un réacteur discontinu est ouvert et vidé avant que le processus ne soit bien terminé. Un type d'approche par lots plus avancé a limité les problèmes d'odeurs en intégrant la digestion anaérobie avec le compostage en cuve (en). Dans cette approche, l'inoculation a lieu par l'utilisation de percolat dégazé recirculé. Une fois la digestion anaérobie terminée, la biomasse est conservée dans le réacteur qui est ensuite utilisée pour le compostage en cuve avant son ouverture. Comme la digestion discontinue est simple et nécessite moins d'équipement et des niveaux de conception de digestion moins chère. L'utilisation de plus d'un réacteur discontinu dans une usine peut garantir une production constante de biogaz.
Dans les processus de digestion continue, la matière organique est constamment ajoutée (mélange complet continu) ou ajoutée par étapes au réacteur (écoulement tampon continu ; premier entré - premier sorti). Ici, les produits finis sont constamment ou périodiquement éliminés, ce qui entraîne une production constante de biogaz. Un ou plusieurs digesteurs en cascade peuvent être utilisés. Des exemples de cette forme de digestion anaérobie sont compris dans les réacteurs à fonctionnement continu (en) (continuous stirred-tank reactors), lits de boue anaérobie à flux ascendant (en)(upflow anaerobic sludge blanket, UASB), lits de boues granulaires en expansion (en)(expanded granular sludge beds, EGSB), réacteur à recirculation interne (en)(Internal circulation reactor, IC),.

#### Température
Les deux niveaux de température de fonctionnement conventionnels pour les digesteurs anaérobies déterminent les espèces de méthanogènes dans les digesteurs :
- la digestion mésophile se déroule de manière optimale autour de 30 à 38 °C, ou à des températures ambiantes comprises entre 20 et 45 °C, où les mésophiles sont les principaux micro-organismes présents ;
- la digestion thermophile se déroule de manière optimale autour de 49 à 57 °C, ou à des températures élevées jusqu'à 70 °C, où les thermophiles sont les principaux micro-organismes présents.

Un cas limite a été atteint en Bolivie, avec une digestion anaérobie dans des conditions de température de travail inférieures à 10 °C. Le processus anaérobie est très lent, prenant plus de trois fois le processus normal de temps mésophile. Lors d'un travail expérimental à l'université de l'Alaska à Fairbanks, un digesteur de 1 000 litres utilisant des psychrophiles récoltés dans la « boue d'un lac gelé en Alaska » produisit 200 à 300 litres de méthane par jour, environ 20 à 30 % de la production des digesteurs dans les climats plus chauds .
Les exemples de digesteur mésophile sont plus nombreux que les thermophiles et les digesteurs mésophiles sont plus tolérants aux changements de condition environnementale que les thermophiles. Les systèmes de digestion mésophiles sont donc considérés comme plus stables que les systèmes de digestion thermophiles.
Par contre, alors que les systèmes de digestion thermophiles sont considérés comme moins stables, leur apport énergétique est plus élevé, avec plus de biogaz éliminé de la matière organique dans un laps de temps égal. Les températures accrues facilitent des vitesses de réaction plus rapides, et donc des rendements en gaz plus immédiat. Le fonctionnement à des températures plus élevées facilite une plus grande réduction des agents pathogènes du digestat. Dans les pays où la législation, telle que l'Animal By-Products Regulations (en) de l'Union européenne, exige que le digestat atteigne certains niveaux de réduction des agents pathogènes, il peut être avantageux d'utiliser des températures thermophiles au lieu de mésophiles.
Un prétraitement supplémentaire peut être utilisé pour réduire le temps de rétention nécessaire pour produire du biogaz. Par exemple, certains procédés déchiquettent les substrats pour augmenter la surface ou utilisent une étape de prétraitement thermique (telle que la pasteurisation) pour améliorer de manière significative la production de biogaz. Le processus de pasteurisation peut également être utilisé pour réduire la concentration pathogène dans le digestat, laissant le digesteur anaérobie. La pasteurisation peut être réalisée par un traitement thermique combiné à une macération (en) des matières sèches.

#### Contenu matière sèche
Dans un scénario typique, trois paramètres de fonctionnement différents sont associés à la teneur en matières sèches de la charge d'alimentation des digesteurs :
- matière sèche élevés (substrat sec - empilable) ;
- haute teneur en matière sèche (substrat humide - pompable) ;
- faible teneur en matière sèche (substrat humide - pompable).

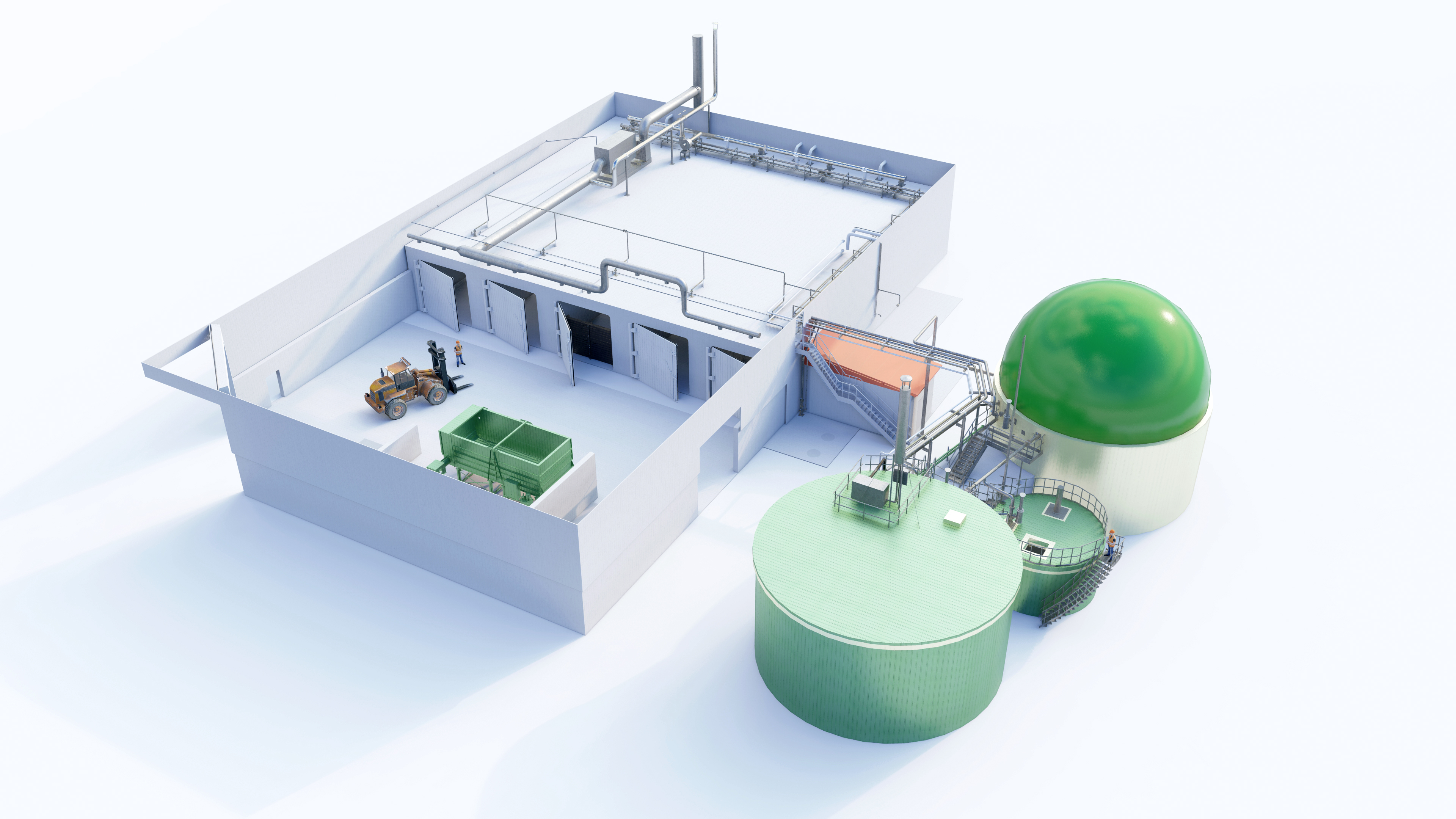
Conception d'une installation de biogaz à digestion anaérobie à l'état sec/ matière sèche (DA).

Les digesteurs à haute teneur en matière sèche (secs) sont conçus pour traiter des matériaux avec une teneur en matière sèche comprise entre 25 et 40 %. Contrairement aux digesteurs humides qui traitent des boues pompables, les digesteurs à haute teneur en matière sèche (substrat empilable à sec) sont conçus pour traiter des substrats matières sèches sans addition d'eau. Les principaux types de digesteurs secs sont les digesteurs à écoulement piston vertical continu et les digesteurs horizontaux à tunnel discontinu. Les digesteurs à écoulement piston vertical continu sont des réservoirs verticaux et cylindriques où la matière première est continuellement introduite dans le haut du digesteur et s'écoule vers le bas par gravité pendant la digestion. Dans les digesteurs à tunnel discontinus, la matière première est déposée dans des chambres en forme de tunnel avec une porte étanche aux gaz. Aucune des deux approches n'a de mélange à l'intérieur du digesteur. La quantité de prétraitement, telle que l'élimination des contaminants, dépend à la fois de la nature des flux de déchets traités et de la qualité souhaitée du digestat. La réduction de la taille (broyage) est bénéfique dans les systèmes verticaux continus, car elle accélère la digestion, tandis que les systèmes discontinus évitent le broyage et nécessitent plutôt une structure (par exemple des déchets de jardin) pour réduire le compactage de la pile. Les digesteurs secs verticaux continus ont une empreinte plus petite en raison du temps de rétention effectif plus court et de la conception verticale. Les digesteurs humides peuvent être conçus pour fonctionner soit à une teneur élevée en matières sèches, avec une concentration solides totaux en suspension (TSS) supérieure à environ 20 %, soit une faible concentration en matières sèches inférieure à environ 15 %.
Les digesteurs à haute teneur en matière sèche (humides) traitent une boue épaisse qui nécessite plus d'énergie pour déplacer et traiter la matière première. L'épaisseur du matériau peut également conduire à des problèmes d'abrasion associés. Les digesteurs à haute teneur en matière sèche auront généralement un besoin en terres plus faible en raison des volumes inférieurs associés à l'humidité[réf. nécessaire]. Les digesteurs à haute teneur en matière sèche nécessitent également la correction des calculs de performance conventionnels (par exemple, la production de gaz, le temps de rétention, la cinétique, etc.) à l'origine basés sur des concepts de digestion des eaux usées très diluées, car des fractions plus importantes de la masse de la matière première sont potentiellement convertibles en biogaz.
Les digesteurs à faible teneur en matière sèche (humides) peuvent transporter des matériaux à travers le système à l'aide de pompes standard qui nécessitent un apport d'énergie nettement inférieur. Les digesteurs à faible teneur en matière sèche nécessitent une plus grande surface de terrain que ceux à haute teneur en matière sèche en raison des volumes accrus associés à l'augmentation du rapport liquide/matière première des digesteurs. Il y a des avantages associés au fonctionnement dans un environnement liquide, car il permet une circulation plus complète des matériaux et un contact entre les bactéries et leur nourriture. Cela permet aux bactéries d'accéder plus facilement aux substances dont elles se nourrissent et augmente le taux de production de gaz[réf. nécessaire].

#### Complexité
Les systèmes de digestion peuvent être configurés avec différents niveaux de complexité. Dans un système de digestion à une seule étape, toutes les réactions biologiques se produisent dans un seul réacteur ou réservoir de stockage scellé. L'utilisation d'une seule étape réduit les coûts de construction, mais amène à moins de contrôle des réactions se produisant dans le système. Les bactéries acidogènes, par la production d'acides, réduisent le pH du réservoir. Les bactéries méthanogènes, comme indiqué précédemment, opèrent dans une plage de pH strictement définie. Par conséquent, les réactions biologiques des différentes espèces dans un réacteur à un étage peuvent être en concurrence directe les unes avec les autres.
Un autre système de réaction à une étape est la lagune anaérobie (en) . Ces lagunes sont des bassins en remblai de type étang utilisés pour le traitement et le stockage à long terme des fumiers. Ici, les réactions anaérobies sont contenues dans les boues anaérobies naturelles contenues dans le bassin.
Dans un système de digestion en deux étapes (à plusieurs  étapes), différents vaisseaux de digestion sont optimisés pour apporter un contrôle maximal sur les communautés bactériennes vivant dans les digesteurs. Les bactéries acidogènes produisent des acides organiques et se développent et se reproduisent plus rapidement que les bactéries méthanogènes. Les bactéries méthanogènes nécessitent un pH et une température stables pour optimiser leurs performances.
Dans des circonstances typiques, l'hydrolyse, l'acétogenèse et l'acidogenèse se produisent dans le premier récipient de réaction. La matière organique est ensuite chauffée à la température de fonctionnement requise (mésophile ou thermophile) avant d'être pompée dans un réacteur méthanogène. Les réservoirs d'hydrolyse ou d'acidogenèse initiaux, avant le réacteur méthanogène, peuvent fournir un tampon à la vitesse à laquelle la charge d'alimentation est ajoutée. Certains pays européens exigent un degré de traitement thermique élevé pour tuer les bactéries nocives dans les déchets entrants . Dans ce cas, il peut y avoir une étape de pasteurisation ou de stérilisation avant la digestion ou entre les deux cuves de digestion. Il n'est notamment pas possible d'isoler complètement les différentes phases de réaction, et souvent du biogaz est produit dans les cuves d'hydrolyse ou d'acidogenèse.

#### Temps de séjour
Le temps de séjour dans un digesteur varie avec la quantité et le type de matière d'alimentation, et avec la configuration du système de digestion. Dans une digestion mésophile typique en deux étapes, le temps de séjour varie entre 15 et 40 jours, alors que pour une digestion thermophile en une seule étape, les temps de séjour sont normalement plus rapides et prennent environ 14 jours La nature à écoulement piston de certains de ces systèmes signifie que la dégradation complète du matériau peut ne pas avoir été réalisée à cette échelle de temps. Dans ce cas, le digestat sortant du système sera de couleur plus foncée et aura généralement plus d'odeur[réf. nécessaire].
Dans le cas d'un Lits de boue anaérobie à flux ascendant (en) (Upflow anaerobic sludge blanket digestion, UASB), les temps de séjour humides peuvent être de 1 heure à 1 jour, et les temps de rétention des matières sèches peuvent aller jusqu'à 90 jours. De cette manière, un système UASB est capable de séparer les temps de rétention des matières sèches et humides, à l'aide d'un voile de boue (sludge blanket). Les digesteurs en continu disposent de dispositifs mécaniques ou hydrauliques, selon le niveau de matières sèches dans le matériau, pour mélanger le contenu, permettant ainsi aux bactéries et aux aliments d'être en contact. Ils permettent également d'extraire en continu la matière en excès pour maintenir un volume raisonnablement constant dans les réservoirs de digestion[réf. nécessaire].

### Inhibition
Le processus de digestion anaérobie peut être inhibé par plusieurs composés, affectant un ou plusieurs des groupes bactériens responsables des différentes étapes de dégradation de la matière organique. Le degré d'inhibition dépend, entre autres facteurs, de la concentration de l'inhibiteur dans le digesteur. Les inhibiteurs potentiels sont l'ammoniac, le sulfure, les ions de métaux légers (Na, K, Mg, Ca, Al), les métaux lourds, certains composés organiques (chlorophénols, aliphatiques halogénés, aromatiques N-substitués, acides gras à longue chaîne), etc.

## Matières premières

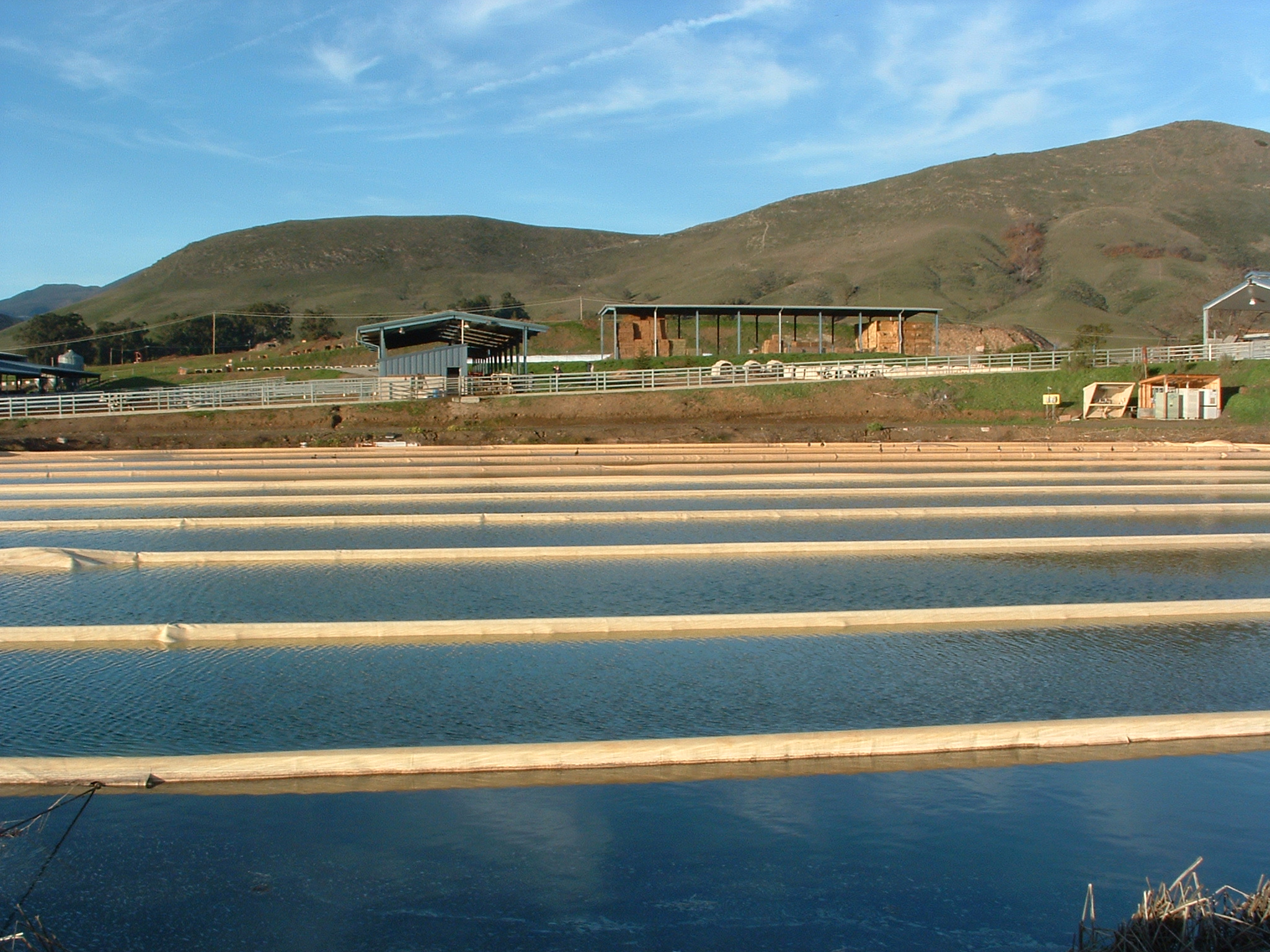
Lagune anaérobie et générateurs à la laiterie Cal Poly, États-Unis.

La question initiale la plus importante lors de l'examen de l'application de systèmes de digestion anaérobie est la matière première du procédé. Presque toutes les matières organiques peuvent être traitées par digestion anaérobie ; Cependant, si l'objectif de la production est le biogaz , le niveau de putrescibilité est le facteur clé de son application réussie. Plus le matériau est putrescible (digestible), plus les rendements possibles en gaz du système sont élevés.
Les matières premières peuvent inclure des déchets biodégradables, tels que vieux papiers, herbe de coupe, restes de nourriture, eaux usées et déchets animaux. Les déchets ligneux sont l'exception, car ils ne sont en grande partie pas affectés par la digestion, car la plupart des anaérobies sont incapables de dégrader la lignine . Des anaérobies xylophages (consommateurs de lignine) ou un prétraitement à haute température, comme la pyrolyse, peuvent être utilisés pour décomposer la lignine. Les digesteurs anaérobies peuvent également être alimentés avec des cultures énergétiques spécialement cultivées, telles que le fourrage vert, pour la production dédiée de biogaz . En Allemagne et en Europe continentale, ces installations sont appelées usines à « biogaz ». Une usine de codigestion ou de cofermentation est généralement un digesteur anaérobie agricole qui accepte deux ou plusieurs matières premières pour la digestion simultanée.
La durée requise pour la digestion anaérobie dépend de la complexité chimique du matériau. La matière riche en sucres facilement digestibles se décompose rapidement, tandis que la matière lignocellulosique intacte riche en polymères de cellulose et d'hémicellulose peut mettre beaucoup plus de temps à se décomposer. Les micro-organismes anaérobies sont généralement incapables de décomposer la lignine, le composant aromatique récalcitrant de la biomasse.
Les digesteurs anaérobies ont été conçus à l'origine pour fonctionner avec des boues d'épuration et des fumiers. Les eaux usées et le fumier ne sont cependant pas les matériaux les plus susceptibles de digestion anaérobie, car le matériau biodégradable a déjà eu une grande partie du contenu énergétique prélevé par les animaux qui l'ont produit. Par conséquent, de nombreux digesteurs fonctionnent avec la codigestion d'au moins deux types de matières premières. Par exemple, dans un digesteur de ferme qui utilise du fumier de bovin comme matière première principale, la production de gaz peut être considérablement augmentée en ajoutant une deuxième matière première, par exemple de l'herbe et du maïs (matière première typique de ferme), ou divers sous-produits biologiques, tels que les déchets d'abattoir, les graisses, les huiles et les graisses des restaurants, les déchets ménagers organiques, etc. (matières premières hors site typiques).
Les digesteurs traitant des cultures énergétiques dédiées peuvent atteindre des niveaux élevés de dégradation et de production de biogaz,,. Les systèmes à lisier seul sont généralement moins chers, mais génèrent beaucoup moins d'énergie que ceux utilisant des cultures, comme le maïs et l'ensilage d'herbe ; en utilisant une quantité modeste de matière végétale (30 %), une usine de digestion anaérobie peut multiplier par dix la production d'énergie pour seulement trois fois le coût en capital, par rapport à un système unique à lisier .

### Teneur en humidité
Une deuxième considération liée à la matière première est la teneur en humidité. Les substrats plus secs et empilables, tels que les déchets alimentaires et de jardin, conviennent à la digestion dans des chambres en forme de tunnel. Les systèmes de type tunnel ont généralement un rejet d'eaux usées presque nul, donc ce type de système présente des avantages là où le rejet de liquides de digesteur est un handicap. Plus le matériau est humide, plus il sera adapté à la manipulation avec des pompes standard au lieu de pompes à béton énergivores et de moyens de déplacement physiques. De plus, plus le matériau est humide, plus il occupe de volume et de surface par rapport aux niveaux de gaz produits. La teneur en humidité de la matière première cible affectera également le type de système appliqué à son traitement. Pour utiliser un digesteur anaérobie à haute teneur en matières sèches pour les charges d'alimentation diluées, des agents gonflants, tels que le compost, doivent être appliqués pour augmenter la teneur en matières sèches du matériau d'entrée. Une autre considération clé est le rapport carbone: azote du matériau d'entrée. Ce rapport est l'équilibre de la nourriture dont un microbe a besoin pour se développer ; le rapport C: N optimal est de 20 à 30: 1. Un excès d'azote peut entraîner une inhibition de la digestion par l'ammoniaque.

### Contamination
Le niveau de contamination de la matière première est une considération clé lors de l'utilisation de la digestion par voie humide ou de la digestion à écoulement piston.
Si la charge d'alimentation des digesteurs contient des niveaux significatifs de contaminants physiques, tels que le plastique, le verre ou les métaux, un traitement pour éliminer les contaminants sera nécessaire pour la matière première. S'ils ne sont pas retirés, les digesteurs peuvent être bloqués et ne fonctionneront pas efficacement. Ce problème de contamination ne se produit pas avec les usines de digestion sèche (en anglais : dry digestion) ou de digestion anaérobie à l'état solide (en anglais : solid-state anaerobic digestion, SS-AD), car le SS-AD traite la biomasse sèche et empilable avec un pourcentage élevé de matières sèches (40 à 60 %) dans des chambres étanches aux gaz appelées fermenteurs (en anglais : fermenter box). C'est dans cette optique que sont conçues les usines de traitement biologique mécanique. Plus le niveau de prétraitement requis par une matière première est élevé, plus il faudra de machines de traitement et, par conséquent, le projet aura des coûts d'investissement plus élevés.
Après le tri ou le criblage pour éliminer tout contaminant physique de la matière première, le matériau est souvent déchiqueté, haché et mis en pâte mécaniquement ou hydrauliquement pour augmenter la surface disponible pour les microbes dans les digesteurs et, par conséquent, augmenter la vitesse de digestion. La macération des matières sèches peut être réalisée en utilisant une pompe hacheuse (en anglais : chopper pump) pour transférer la matière première dans le digesteur hermétique, où un traitement anaérobie a lieu.

### Composition du substrat
La composition du substrat est un facteur majeur pour déterminer le rendement en méthane et les taux de production de méthane à partir de la digestion de la biomasse. Des techniques pour déterminer les caractéristiques de composition de la matière première sont disponibles, tandis que des paramètres tels que les matières sèches, les analyses élémentaires et organiques sont importants pour la conception et le fonctionnement du digesteur. Le rendement en méthane peut être estimé à partir de la composition élémentaire du substrat avec une estimation de sa dégradabilité (la fraction du substrat qui est convertie en biogaz dans un réacteur). Afin de prédire la composition du biogaz (les fractions relatives de méthane et de dioxyde de carbone), il est nécessaire d'estimer le coefficient de partage du dioxyde de carbone entre les phases aqueuse et gazeuse, ce qui nécessite des informations supplémentaires (température du réacteur, pH et composition du substrat) et un modèle de spéciation chimique. Des mesures directes du potentiel de biométhanisation sont également effectuées à l'aide de dégagements gazeux ou de dosages gravimétriques plus récents.

## Applications

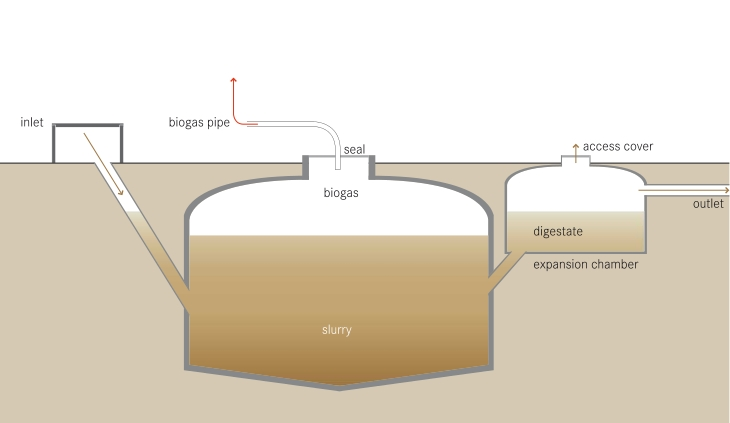
Schéma d'un digesteur anaérobie faisant partie d'un système d'assainissement. Il produit un lisier digéré (digestat), qui peut être utilisé comme engrais, et du biogaz, qui peut être utilisé pour l'énergie.

L'utilisation de technologies de digestion anaérobie peut aider à réduire les émissions de gaz à effet de serre de plusieurs manières clés :
- remplacer des combustibles fossiles ;
- réduire ou éliminer l'empreinte énergétique des usines de traitement des déchets ;
- réduire les émissions de méthane des décharges ;
- déplacer des engrais chimiques produits industriellement ;
- réduire les mouvements de transport des véhicules ;
- réduire les pertes de transport sur le réseau électrique ;
- réduire l'utilisation du GPL pour la cuisson ;
- un élément important des initiatives zéro déchet[Quoi ?][56].

### Eaux usées
La digestion anaérobie est particulièrement adaptée aux matières organiques et est couramment utilisée pour le traitement des effluents industriels, des eaux usées et des boues d'épuration. La digestion anaérobie, un processus simple, peut réduire considérablement la quantité de matière organique qui pourrait autrement être destinée à être déversée en mer, jetée dans des décharges ou brûlée dans des incinérateurs.
La pression exercée par la législation relative à l'environnement sur les méthodes d'élimination des déchets de matières sèches dans les pays développés a contribué à l'essor de l'application de la digestion anaérobie comme processus de réduction des volumes de déchets et comme moyen de production de sous-produits utiles. Elle peut être utilisée pour traiter la fraction séparée à la source des déchets municipaux ou bien être combiné avec des systèmes de tri mécanique pour traiter les déchets municipaux mixtes résiduels. Ces installations sont appelées usines de traitement mécano-biologique (Traitement mécano-biologique (en), Mechanical biological treatment) .
Si les déchets putrescibles traités dans des digesteurs anaérobies étaient déposés dans une décharge, ils se décomposeraient naturellement et souvent de manière anaérobie. Dans ce cas, le gaz finirait par s'échapper dans l'atmosphère. Le méthane étant environ vingt fois plus puissant en tant que gaz à effet de serre que le dioxyde de carbone, il a des effets négatifs importants sur l'environnement.
Dans les pays qui collectent les déchets ménagers, l'utilisation d'installations locales de digestion anaérobie peut aider à réduire la quantité de déchets qui nécessitent un transport vers des décharges centralisées ou des installations d'incinération. Cette réduction de la charge de transport réduit les émissions de carbone des véhicules de collecte. Si des installations de digestion anaérobie localisées sont intégrées dans un réseau de distribution électrique, elles peuvent aider à réduire les pertes électriques associées au transport de l'électricité sur un réseau national.

### Production d'énergie
Dans les pays en développement, les systèmes de digestion anaérobie simples de maison et de ferme offrent un potentiel d'énergie à faible coût pour la cuisson et l'éclairage ,,,. Depuis 1975, la Chine (Bioénergie en Chine (en)) et l'Inde ont toutes deux mis en place de vastes programmes, soutenus par le gouvernement, pour l'adaptation de petites usines de biogaz à utiliser dans les ménages pour la cuisine et l'éclairage. À l'heure actuelle, les projets de digestion anaérobie dans les pays en développement peuvent obtenir un soutien financier par le biais du mécanisme de développement propre des Nations unies, s'ils sont en mesure de démontrer qu'ils réduisent les émissions de carbone.
Le méthane et l'énergie produits dans les installations de digestion anaérobie peuvent être utilisés pour remplacer l'énergie dérivée des combustibles fossiles, et donc réduire les émissions de gaz à effet de serre, car le carbone contenu dans les matériaux biodégradables fait partie d'un cycle du carbone. Le carbone rejeté dans l'atmosphère par la combustion du biogaz a été éliminé par les plantes, pour leur permettre de croître dans un passé récent, généralement au cours de la dernière décennie, mais plus généralement au cours de la dernière saison de croissance. Si les plantes repoussent, en retirant à nouveau le carbone de l'atmosphère, le système sera neutre en carbone . En revanche, le carbone contenu dans les combustibles fossiles est séquestré dans la terre depuis plusieurs millions d'années, et sa combustion augmente les niveaux globaux de dioxyde de carbone dans l'atmosphère.
Le biogaz issu du traitement des boues d'épuration est parfois utilisé pour faire fonctionner un moteur à gaz afin de produire de l'énergie électrique, dont une partie ou la totalité peut être utilisée pour faire fonctionner les stations d'épuration. Une partie de la chaleur résiduelle du moteur est ensuite utilisée pour chauffer le digesteur. La chaleur résiduelle est, en général, suffisante pour chauffer le digesteur aux températures requises. Le potentiel électrique des stations d'épuration est limité - au Royaume-Uni, il y a environ 80 MW au total de cette production , avec un potentiel d'augmentation de 150 MW, ce qui est insignifiant par rapport à la demande d'énergie moyenne au Royaume-Uni d'environ 35 000 MW. La portée de la production de biogaz à partir de matières biologiques de déchets autres que les eaux usées — cultures énergétiques, déchets alimentaires, déchets d'abattoir, etc. — est beaucoup plus élevée, estimée à environ 3 000 MW[réf. nécessaire]. Les usines de biogaz de ferme utilisant les déchets animaux et les cultures énergétiques devraient contribuer à réduire les émissions de CO2 et à renforcer le réseau, tout en fournissant aux agriculteurs britanniques des revenus supplémentaires.
Certains pays offrent des incitations sous la forme, par exemple, de tarifs d'achat pour l'alimentation en électricité du réseau électrique afin de subventionner la production d'énergie verte.
À Oakland, en Californie, dans la principale station d'épuration des eaux usées de l'East Bay Municipal Utility District (en) (EBMUD), les déchets alimentaires sont codigérés avec des matières sèches d'eaux usées municipales primaires et secondaires et d'autres déchets à haute résistance (high-strength wastes). Comparée à la digestion des matières sèches des eaux usées municipales seule, la codigestion des déchets alimentaires présente de nombreux avantages. La digestion anaérobie de la pulpe de déchets alimentaires issue du processus de déchets alimentaires de l'EBMUD offre un avantage énergétique normalisé plus élevé que les matières sèches des eaux usées municipales: 730 à 1 300 kWh par tonne sèche de déchets alimentaires appliquée contre 560 à 940 kWh par tonne sèche de matières sèches des eaux usées municipales appliquées,.

### Injection sur le réseau
L'injection de biogaz sur le réseau demande que le biogaz brut soit préalablement transformé en biométhane. Cette valorisation implique l'élimination des contaminants tels que le sulfure d'hydrogène ou les siloxanes, ainsi que le dioxyde de carbone. Plusieurs technologies sont disponibles à cet effet, les plus largement mises en œuvre étant l'adsorption à pression modulée (pressure swing adsorption, PSA), le traitement des gaz par les amines (procédés d'absorption) et, ces dernières années, la séparation membranaire. En alternative, l'électricité et la chaleur peuvent être utilisées pour la production décentralisée, résultant en une réduction des pertes dans le transport de l'énergie. Les pertes d'énergie typiques dans les systèmes de transport de gaz naturel varient de 1 à 2 %, alors que les pertes d'énergie actuelles sur un grand système électrique varient de 5 à 8 %.
En octobre 2010, Didcot Sewage Works est devenu le premier au Royaume-Uni à produire du gaz biométhane fourni au réseau national, pour les besoins de jusqu'à 200 foyers dans l'Oxfordshire. D'ici 2017, la société britannique d'électricité Ecotricity (en)prévoit d'alimenter le digesteur avec de l'herbe de provenance locale pour alimenter 6 000 foyers.

### Carburant
Après mise à niveau avec les technologies mentionnées ci-dessus, le biogaz (transformé en biométhane) peut être utilisé comme carburant automobile dans des véhicules adaptés. Cette utilisation est très répandue en Suède, où il existe plus de 38 600 véhicules au gaz, et où 60 % du gaz des véhicules est du biométhane généré dans des usines de digestion anaérobie. Une partie des autobus de Stockholm, roule grâce aux eaux usées de la ville, fermentées dans une usine inaugurée en 1941.

### Engrais et conditionneur de sol
Le composant matière sèche et fibreux du matériau digéré peut être utilisé comme conditionneur de sol pour augmenter la teneur organique des sols. La liqueur de digesteur peut être utilisée comme engrais pour fournir des nutriments essentiels aux sols, en lieu et place d'engrais chimiques qui nécessitent de grandes quantités d'énergie pour être produits et transportés. L'utilisation d'engrais manufacturés est, par conséquent, plus riches en carbone que l'utilisation d'engrais de liqueur de digesteur anaérobie. Dans des pays comme l'Espagne, où de nombreux sols sont appauvris en matières organiques, le marché des matières sèches digérés peut être aussi important que celui du biogaz.

### Gaz de cuisson
Du gaz de cuisson est généré dans un biodigesteur domestique, qui produit les bactéries nécessaires à la décomposition. Les déchets organiques tels que les feuilles mortes, les déchets de cuisine, les déchets alimentaires, etc. sont introduits dans une unité de broyage, où le mélange est additionné à une petite quantité d'eau. Le mélange est ensuite introduit dans le bio-digesteur, où les bactéries le décomposent pour produire du gaz de cuisson. Ce gaz est acheminé vers la cuisinière. Un bio-digesteur de 2 mètres cubes peut produire 2 mètres cubes de gaz de cuisson. Cela équivaut à 1 kg de GPL. L'avantage notable de l'utilisation d'un bio-digesteur consiste en la boue résultante qui est un engrais organique riche.

## Produits
Les trois principaux produits de la digestion anaérobie sont le biogaz, le digestat et l'eau,.

### Biogaz
| Composé                       | Formule | %      |
| ----------------------------- | ------- | ------ |
| Méthane                       | CH4     | 50–75  |
| Gaz carbonique                | CO2     | 25–50  |
| Azote                         | N2      | 0 à 10 |
| Hydrogène                     | H2      | 0–1    |
| Sulfure d'hydrogène           | H2S     | 0–3    |
| Oxygène                       | O2      | 0–0    |
| Source: www.kolumbus.fi, 2007 |         |        |

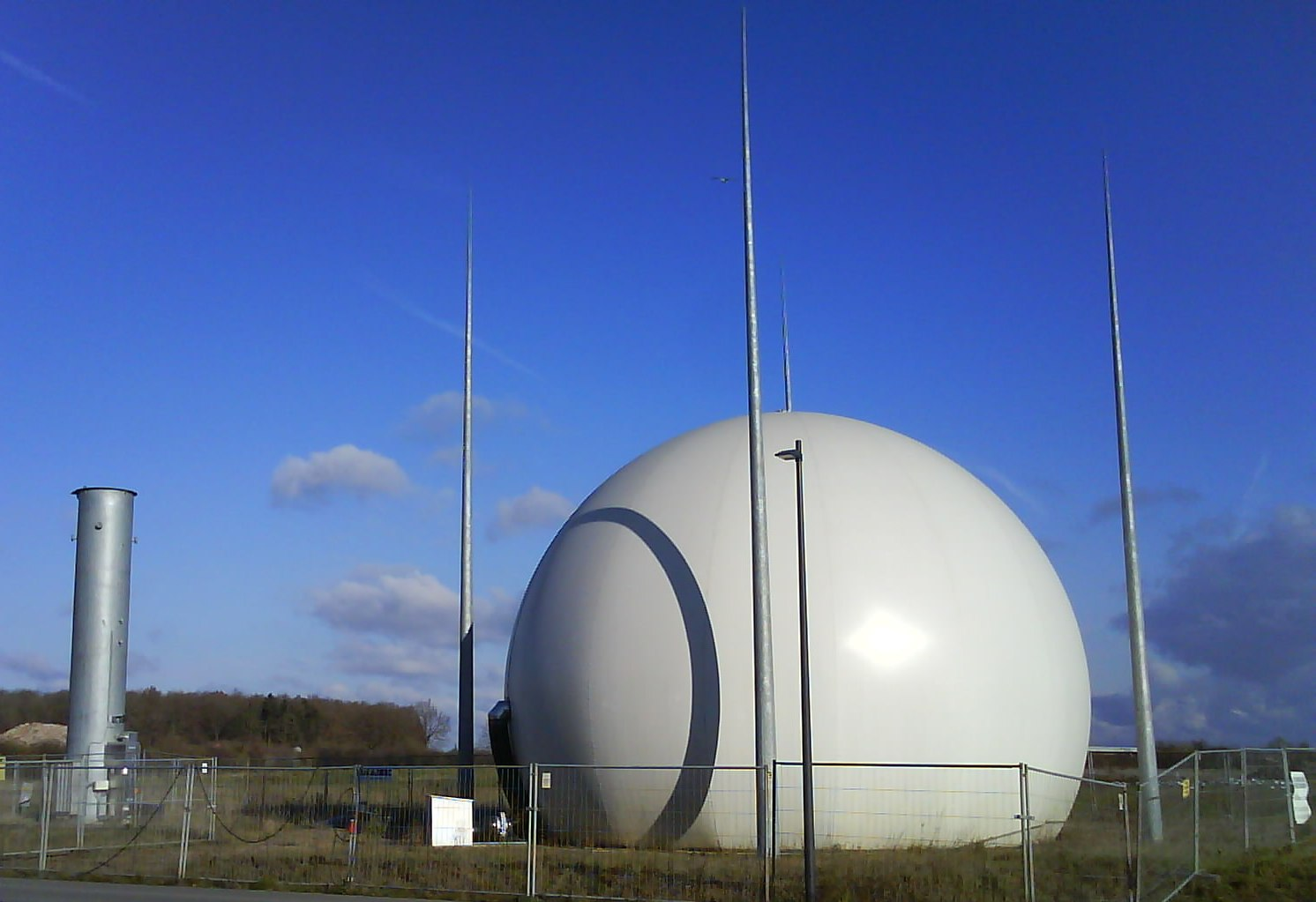
Gazomètre pour biogaz avec paratonnerres et torchère d'appoint.

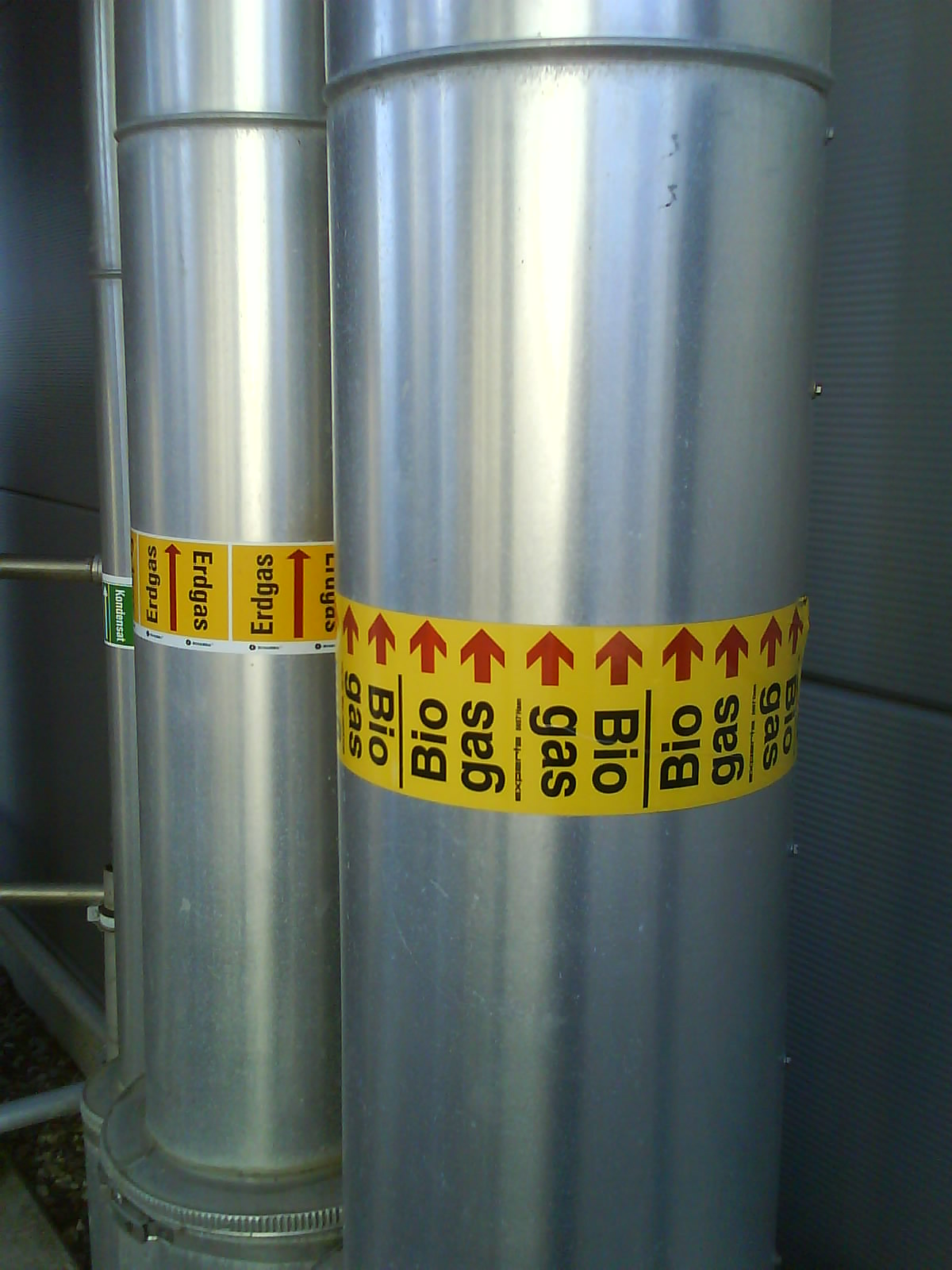
Conduites de transport de biogaz.

Le biogaz est le déchet ultime des bactéries qui se nourrissent de la matière première biodégradable  (l'étape de méthanogenèse de la digestion anaérobie est effectuée par les archées, un micro-organisme occupant une branche nettement différente de l'arbre phylogénétique de la vie des bactéries), et consiste principalement du méthane et du dioxyde de carbone,, avec une petite quantité d'hydrogène et des traces de sulfure d'hydrogène (Tel que produit, le biogaz contient également de la vapeur d'eau, le volume de vapeur d'eau fractionnaire étant fonction de la température du biogaz). La majeure partie du biogaz est produite au milieu de la digestion, après la croissance de la population bactérienne, et diminue à mesure que la matière putrescible est épuisée. Le gaz est normalement stocké au-dessus du digesteur dans une bulle de gaz gonflable, ou extrait et stocké à côté de l'installation dans un réservoir de gaz.
Le méthane contenu dans le biogaz peut être brûlé pour produire à la fois de la chaleur et de l'électricité, généralement avec un moteur alternatif ou une microturbine, souvent dans un système de cogénération où l'électricité et la chaleur perdue sont utilisées pour chauffer les digesteurs ou pour chauffer les bâtiments. L'excédent d'électricité peut être vendu aux fournisseurs ou réinjecté dans le réseau local. L'électricité produite par les digesteurs anaérobies est considérée comme une énergie renouvelable et peut attirer des subventions. Le biogaz ne contribue pas à augmenter les concentrations atmosphériques de dioxyde de carbone, car le gaz n'est pas rejeté directement dans l'atmosphère, et le dioxyde de carbone provient d'une source organique avec un cycle du carbone court.
Le biogaz peut nécessiter un traitement ou un « lavage » pour le raffiner en vue de son utilisation comme carburant. Le sulfure d'hydrogène, un produit toxique formé à partir des sulfates de la matière première, est libéré sous forme de trace du biogaz. Les agences nationales chargées de l'application de l'environnement, telles que l'Environmental Protection Agency américaine ou l'Environment Agency (en) anglaise et galloise pour l'environnement, imposent des limites strictes aux niveaux de gaz contenant du sulfure d'hydrogène ; et si les niveaux de sulfure d'hydrogène dans le gaz sont élevés, des équipements d'épuration et de nettoyage du gaz (tels que le traitement des gaz par les amines) seront nécessaires pour traiter le biogaz à des niveaux acceptables au niveau régional. En variante, l'ajout de chlorure ferreux FeCl 2 aux réservoirs de digestion inhibe la production de sulfure d'hydrogène.
Les siloxanes volatils peuvent également contaminer le biogaz ; ces composés sont fréquemment trouvés dans les ordures ménagères et les eaux usées. Dans les installations de digestion qui acceptent ces matériaux comme composant de la matière première, les siloxanes de faible poids moléculaire se volatilisent en biogaz. Lorsque ce gaz est brûlé dans un moteur à gaz, une turbine ou une chaudière, les siloxanes sont convertis en dioxyde de silicium (SiO2), qui se dépose à l'intérieur de la machine, augmentant l'usure,. Des technologies pratiques et rentables pour éliminer les siloxanes et autres contaminants du biogaz sont actuellement disponibles. Dans certaines applications, un traitement in situ peut être utilisé pour augmenter la pureté du méthane en réduisant la teneur en gaz carbonique des gaz d'échappement, en en purgeant la majorité dans un réacteur secondaire.
Dans des pays comme la Suisse, l'Allemagne et la Suède, le méthane contenu dans le biogaz peut être comprimé pour être utilisé comme carburant pour les véhicules de transport, ou être directement introduit dans les réseaux de distribution de gaz. Dans les pays où le moteur de l'utilisation de la digestion anaérobie sont les subventions à l'électricité renouvelable, cette voie de traitement est moins probable, car de l'énergie est nécessaire à cette étape de traitement et réduit les niveaux globaux disponibles à la vente.

### Digestat
Les digestats sont les restes matières sèches du matériau d'entrée d'origine dans les digesteurs que les microbes ne peuvent pas utiliser. Il se compose également des restes minéralisés des bactéries mortes provenant des digesteurs. Le digestat peut se présenter sous trois formes: fibreux, liquoreux, ou une combinaison boueuse des deux fractions. Dans les systèmes à deux  étapes, différentes formes de digestat proviennent de différents réservoirs de digestion. Dans les systèmes de digestion à une seule étape, les deux fractions seront combinées et, si on le souhaite, séparées par un traitement supplémentaire,.

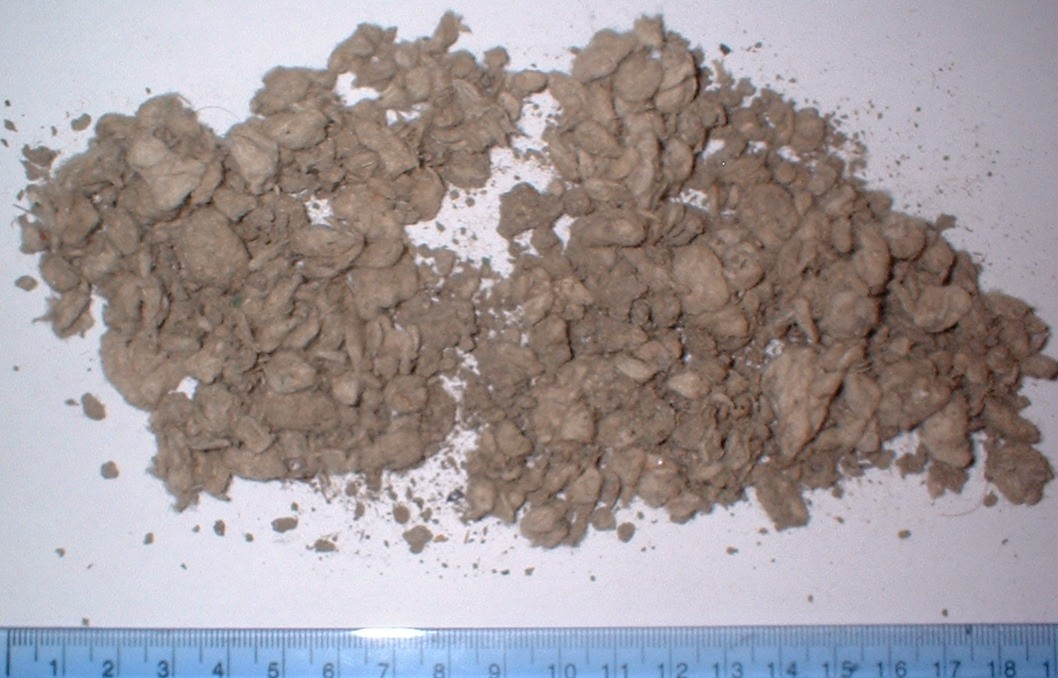
Digestat anaérobie acidogène.

Le deuxième sous-produit (digestat acidogène) est une matière organique stable constituée en grande partie de lignine et de cellulose, mais aussi d'une variété de composants minéraux dans une matrice de cellules bactériennes mortes ; du plastique peut être présent. Le matériau ressemble au compost domestique et peut être utilisé tel quel ou pour fabriquer des produits de construction de qualité inférieure, tels que des panneaux de fibres,. La matière sèche du digestat peut également être utilisée comme matière première pour la production d'éthanol.
Le troisième sous-produit est un liquide (digestat méthanogène) riche en nutriments, qui peut être utilisé comme engrais, selon la qualité de la matière digérée. Les niveaux d'éléments potentiellement toxiques (potentially toxic elements, PTE) doivent être évalués chimiquement. Cela dépendra de la qualité de la matière première d'origine. Dans le cas de la plupart des flux de déchets biodégradables propres et séparés à la source, les niveaux de PTE seront faibles. Dans le cas des déchets provenant de l'industrie, les niveaux de PTE peuvent être plus élevés et devront être pris en considération lors de la détermination d'une utilisation finale appropriée du matériau.
Le digestat contient généralement des éléments, tels que la lignine, qui ne peuvent pas être décomposés par les micro-organismes anaérobies. En outre, le digestat peut contenir de l'ammoniac qui est phytotoxique, et peut entraver la croissance des plantes s'il est utilisé comme matériau d'amélioration du sol. Pour ces deux raisons, une étape de maturation ou de compostage peut être mise en œuvre après la digestion. La lignine et d'autres matériaux sont disponibles pour la dégradation par des micro-organismes aérobies, tels que les champignons, aidant à réduire le volume global du matériau à transporter. Au cours de cette maturation, l'ammoniac sera oxydé en nitrates, améliorant la fertilité du matériau et le rendant plus approprié comme amendement du sol. Les grandes étapes de compostage sont généralement utilisées par les technologies de digestion anaérobie sèche.

### Eaux usées
Le résultat final des systèmes de digestion anaérobie est de l'eau, qui provient à la fois de la teneur en humidité des déchets traités d'origine et de l'eau produite lors des réactions microbiennes dans les systèmes de digestion. Cette eau peut être libérée par la déshydratation du digestat ou peut être implicitement séparée du digestat.
Les eaux usées sortant de l'installation de digestion anaérobie auront généralement des niveaux élevés de demande biochimique en oxygène (DBO) et de demande chimique en oxygène (DCO). Ces mesures de la réactivité de l'effluent indiquent une capacité à polluer. Une partie de ce matériau est appelée « DCO dure », ce qui signifie qu'elle n'est pas accessible aux bactéries anaérobies pour la conversion en biogaz. Si cet effluent était déversé directement dans les cours d'eau, cela les affecterait négativement en provoquant une eutrophisation . En tant que tel, un traitement supplémentaire des eaux usées est souvent nécessaire. Ce traitement sera typiquement une étape d'oxydation dans laquelle l'air est passé à travers l'eau dans des réacteurs discontinus de séquençage ou une unité d'osmose inverse ,.

## Histoire

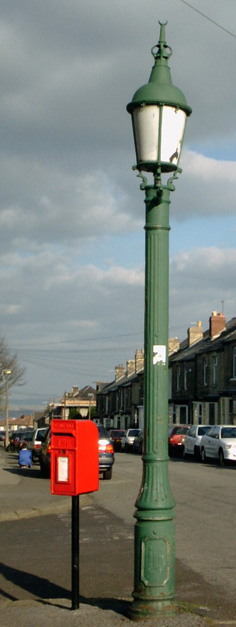
Lampadaire à gaz d'égout

L'histoire de la digestion anaérobie est longue, commence dès le dixième siècle avant notre ère en Assyrie où le biogaz était utilisé pour chauffer l'eau du bain,. L'intérêt scientifique signalé pour la fabrication du gaz produit par la décomposition naturelle de la matière organique remonte au XVIIe siècle, lorsque Robert Boyle (1627-1691) et Stephen Hales (1677-1761) notèrent que la perturbation des sédiments des cours d'eau et des lacs libère des gaz inflammables. En 1778, le physicien italien Alessandro Volta (1745-1827), le père de l' électrochimie, scientifiquement identifia ce gaz comme du méthane.
En 1808, Sir Humphry Davy prouva la présence de méthane dans les gaz produits par le fumier de bétail. Le premier digesteur anaérobie connu fut construit en 1859 dans une colonie de lépreux à Bombay en Inde. En 1895, la technologie fut développée à Exeter, en Angleterre, où une fosse septique fut utilisée pour générer du gaz pour une Sewer gas destructor lamp (en) (lampe destructrice de gaz d'égout), un type d'éclairage au gaz. Toujours en Angleterre, en 1904, le premier réservoir à double usage pour la sédimentation et le traitement des boues fut installé à Hampton, Londres.

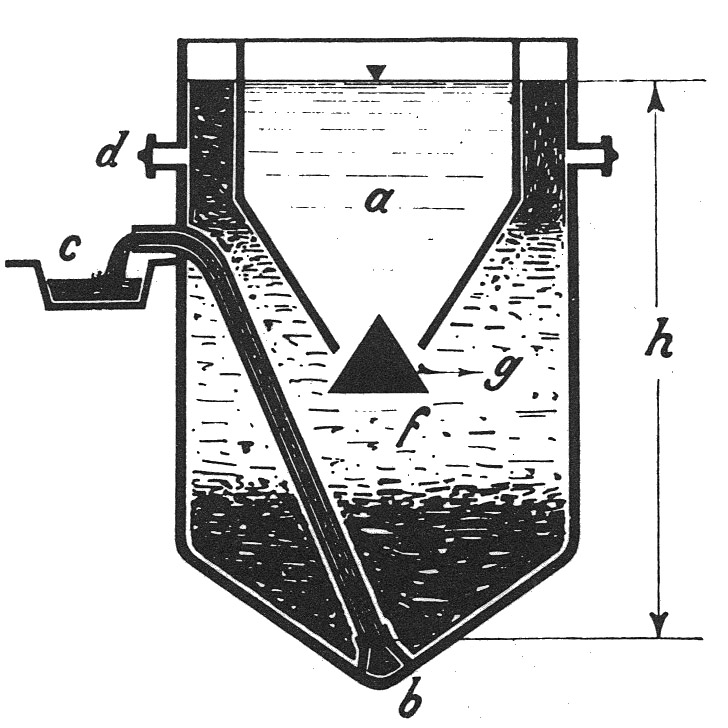
Char Imhoff.

Au début du XXe siècle, les systèmes de digestion anaérobie commencèrent à ressembler à la technologie telle qu'elle apparaît aujourd'hui. En 1906, Karl Imhoff créa le Imhoff tank (en)  ; une forme précoce de digesteur anaérobie et de système de traitement des eaux usées modèle au début du XXe siècle,. Après 1920, les systèmes de réservoirs fermés commencèrent à remplacer l'utilisation autrefois courante des lagunes anaérobies - bassins en terre couverts utilisés pour traiter les matières sèches volatils. Les recherches sur la digestion anaérobie commencèrent pour de bon dans les années 1930.
À l'époque de la Première Guerre mondiale, la production de biocarburants ralentit à mesure que la production de pétrole augmentait et que ses utilisations étaient identifiées. Alors que les pénuries de carburant pendant la Seconde Guerre mondiale ont re-popularisé la digestion anaérobie, l'intérêt pour la technologie a de nouveau diminué après la fin de la guerre,. De même, les crises énergétique des années 1970 suscita un intérêt pour la digestion anaérobie.
Outre les prix élevés de l'énergie, les facteurs affectant l'adoption des systèmes de digestion anaérobie comprennent la réceptivité à l'innovation, les sanctions contre la pollution, les incitations politiques, et la disponibilité de subventions et de possibilités de financement,.
Aujourd'hui, on trouve couramment des digesteurs anaérobies à côté des fermes, pour réduire le ruissellement azoté du fumier ; ou des installations de traitement des eaux usées pour réduire les coûts d'élimination des boues. La digestion anaérobie agricole pour la production d'énergie est devenue la plus populaire en Allemagne, où il y avait 8 625 digesteurs en 2014. Au Royaume-Uni, il y avait 259 installations en 2014, et 500 projets devant devenir opérationnels d'ici 2019 . Aux États-Unis, il y avait 191 usines opérationnelles dans 34 États en 2012. La politique peut expliquer pourquoi les taux d'adoption sont si différents dans ces pays.
En Allemagne une tarification incitative (en) a été adoptée en 1991, connue sous le nom de Erneuerbare-Energien-Gesetz, prévoyant des contrats à long terme compensant les investissements dans la production d'énergie renouvelable. Par conséquent, entre 1991 et 1998, le nombre d'usines de digesteurs en Allemagne est passé de 20 à 517. À la fin des années 1990, les prix de l'énergie en Allemagne variaient et les investisseurs n’étaient plus surs du potentiel du marché. Le gouvernement allemand réagit en modifiant le FIT quatre fois entre 2000 et 2011, en augmentant les tarifs et en améliorant la rentabilité de la digestion anaérobie, se traduisant par des rendements fiables pour la production de biogaz et des taux d'adoption toujours élevés dans tout le pays,.